# Yvonne Reynders
Yvonne Reynders (Schaerbeek, 4 de agosto de 1937) é uma desportista belga que competiu em ciclismo nas modalidades de estrada e pista.
Ganhou 7 medalhas no Campeonato Mundial de Ciclismo em Estrada entre os anos 1959 e 1976.
Em pista obteve 6 medalhas no Campeonato Mundial de Ciclismo em Pista entre os anos 1961 e 1966.

## Medalheiro internacional

### Ciclismo em estrada
| Campeonato Mundial | Campeonato Mundial                | Campeonato Mundial | Campeonato Mundial |
| Ano                | Lugar                             | Medalha            | Competição         |
| ------------------ | --------------------------------- | ------------------ | ------------------ |
| 1959               | Rotheux-Rimière ( Bélgica)        | Medalha de ouro    | Estrada            |
| 1961               | Douglas ( Reino Unido)            | Medalha de ouro    | Estrada            |
| 1962               | Saló ( Itália)                    | Medalha de prata   | Estrada            |
| 1963               | Ronse ( Bélgica)                  | Medalha de ouro    | Estrada            |
| 1965               | Lasarte ()                        | Medalha de prata   | Estrada            |
| 1966               | Nürburgring ( Alemanha Ocidental) | Medalha de ouro    | Estrada            |
| 1976               | Ostuni ( Itália)                  | Medalha de bronze  | Estrada            |

### Ciclismo em pista
| Campeonato Mundial | Campeonato Mundial              | Campeonato Mundial | Campeonato Mundial     |
| Ano                | Lugar                           | Medalha            | Competição             |
| ------------------ | ------------------------------- | ------------------ | ---------------------- |
| 1961               | Zurique ( Suíça )               | Medalha de ouro    | Perseguição individual |
| 1962               | Milão ( Itália)                 | Medalha de prata   | Perseguição individual |
| 1963               | Rocourt ( Bélgica)              | Medalha de prata   | Perseguição individual |
| 1964               | Paris ( França)                 | Medalha de ouro    | Perseguição individual |
| 1965               | San Sebastián ()                | Medalha de ouro    | Perseguição individual |
| 1966               | Frankfurt ( Alemanha Ocidental) | Medalha de prata   | Perseguição individual |